# 三河上鄉站
三河上鄉站（日语：／ Mikawa-kamigō eki */?）是位於愛知縣豐田市上鄉町，愛知環狀鐵道的愛知環狀鐵道線車站。

## 歷史

### 年表
- 1976年（昭和51年）4月26日 - 日本國有鐵道岡多線車站啟用。當時為旅客車站，設有1面1線的單式月台，並且為無人車站。
- 1987年（昭和62年）4月1日：伴隨國鐵分割民營化，車站由東海旅客鐵道（JR東海）營運。
- 1988年（昭和63年）1月31日 - 岡多線由愛知環狀鐵道繼承[1]。
- 1999年（平成11年）3月1日 - 成為有人車站[2]。
- 2001年（平成13年）12月23日 - 北野桝塚站、三河上鄉站之間成為雙線鐵路[2][3]，月台變為2面2線。
- 2009年（平成21年）9月4日 - 站務室翻新[2]。
- 2019年（平成31年）3月2日 - 此站開始可以使用IC卡「TOICA」[4]。

### 中部國際機場連絡鐵道構想
曾經計劃從此站起建設一條鐵路線，在此站分支連接中部國際機場。在1996年8月，於「三河、知多新機場交通對策協議會（1997年改名為中部國際機場聯絡鐵道建設促進協議會）」資料中，鐵路線會從此站（相關資料稱為「豐田、岡崎兩市邊界分支」）分支，經JR東海道新幹線東海道本線三河安城站連接名鐵常滑線常滑站。工程費估算2,600億日圓至3,200億日圓。但是截至2013年3月，沒有任何進展。

## 車站構造
車站是一座高架車站，設有2面2線相對式月台。當中岡崎方向的1號月台（上行）可容納8卡20m級車廂，該月台在車站啟用時已經存在。而高藏寺方向的2號月台（下行）是在此站至北野桝塚站之間成為雙線鐵路時新設。此站設有候車室。
車站櫃臺營業時間為平日7:10至11:50，15:30至20:10，在該時段自動售票機會運作。其餘時間與星期六及假日整日為無人車站，在該時段自動售票機會暫停運作，乘客需要使用乘車站證明書發行機。
站前設有免費停車場，停車場可容納10架汽車。

### 月台
| 月台 | 路線            | 上下行 | 方向                 |
| ---- | --------------- | ------ | -------------------- |
| 1    | ■愛知環狀鐵道線 | 上行   | 中岡崎、岡崎方向     |
| 2    | ■愛知環狀鐵道線 | 下行   | 三河豐田、高藏寺方向 |

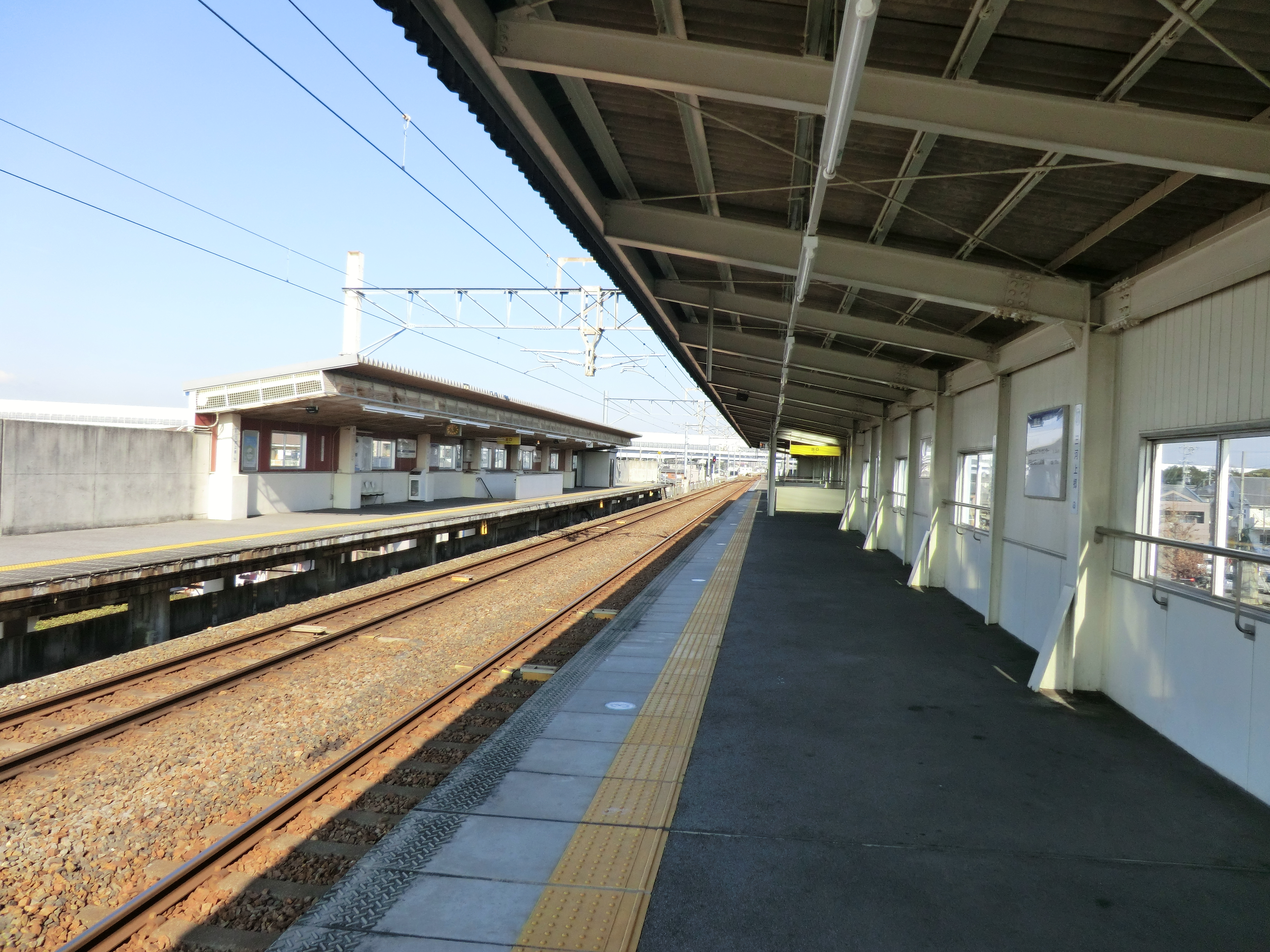
月台
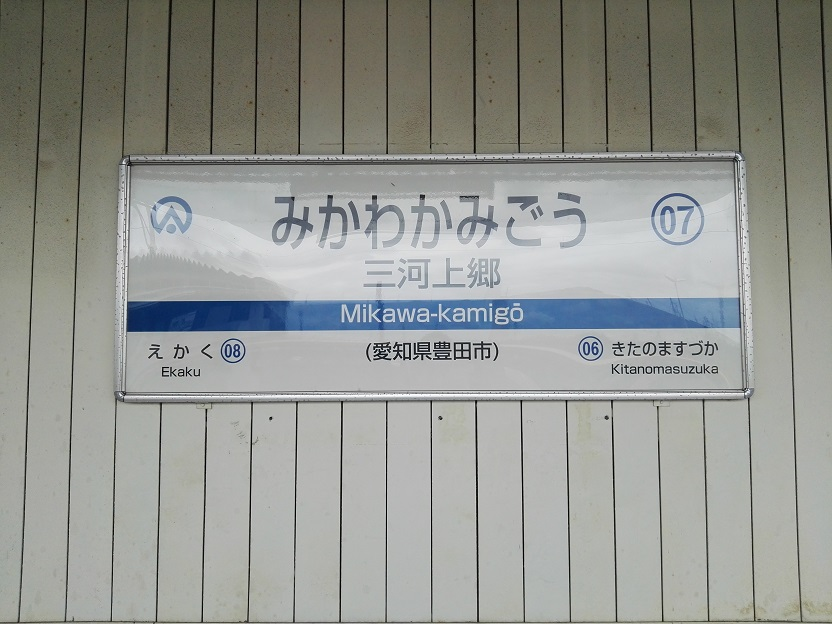
站名牌
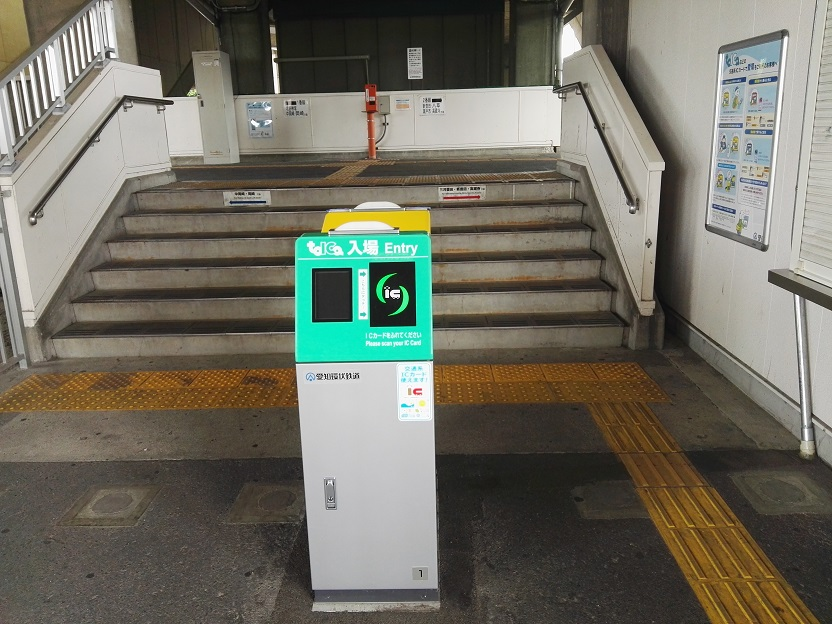
簡易TOICA閘機

## 使用狀況
根據「豐田市統計書」和「移動等圓滑化取組報告書」，以下為1日平均使用人次列表。
- 2004年度：1,260人
- 2005年度：1,655人（愛知萬博舉行當年）
- 2006年度：1,458人
- 2007年度：1,580人
- 2008年度：1,602人
- 2009年度：1,508人
- 2010年度：1,489人
- 2011年度：1,609人
- 2012年度：1,683人
- 2013年度：1,766人
- 2014年度：1,725人
- 2015年度：1,782人
- 2016年度：1,863人
- 2017年度：1,875人
- 2018年度：1,996人
- 2019年度：2,075人
- 2020年度：1,542人

## 車站周邊
- 豐田市政廳（日语：豊田市役所）上鄉分所、上郷社區中心
- 伊勢灣岸自動車道
- 豐田汽車上鄉物流中心
- 愛知縣立豐田工科高等學校（日语：愛知県立豊田工科高等学校）
- 豐田市立上鄉中學（日语：豊田市立上郷中学校）
- 愛知縣道76號豐田安城線（日语：愛知県道76号豊田安城線）（上鄉街道）
- 愛知縣道239號岡崎豐明線（日语：愛知県道239号岡崎豊明線）
- 上野城址（日语：上野城 (三河国)）

## 巴士路線
三河上鄉站
- 名鐵巴士（日语：名鉄バス）岡崎市內線 - 連接名鐵名古屋本線 東岡崎站和JR東海道本線 岡崎站的巴士路線。
- 上鄉社區巴士(通稱：NicoNico巴士)末野原線、上鄉線 - 豐田市的社區巴頓。末野原線只於星期二、四服務，上鄉線只於星期三、五服務。

## 相鄰車站
愛知環狀鐵道
愛知環狀鐵道線
北野桝塚（06）－三河上鄉（07）－永覺（08）

## 注腳
1. ↑  企業情報 沿革 （页面存档备份，存于）（日語）　愛知環狀鐵道
2. 1 2 3  《愛知環状鉄道の30年》年表，愛知環狀鐵道株式會社，2019年
3. ↑  プレスリリース 平成13年12月ダイヤ改正について（日語）　愛知環狀鐵道（Wayback machine存檔）
4. ↑   (PDF) (新闻稿). 愛知環状鉄道. 2018-12-12  [2020-11-08]. （原始内容 (PDF)存档于2019-06-02） （日语）.
5. ↑  平成17年3月豊田市議会定例会 一般質問 原稿 （页面存档备份，存于）（日語）
6. ↑  愛知環状鉄道の輸送力増強について （页面存档备份，存于）（日語）
7. ↑  《愛知環状鉄道の30年》61頁，愛知環狀鐵道，2019年
8. ↑  三河上鄉站資訊 （页面存档备份，存于）（日語） - 愛知環狀鐵道
9. ↑  オープンデータ　データ提供　豊田市統計書 （页面存档备份，存于）（日語） - 豐田市
10. ↑  移動等円滑化取組計画書・報告書 （页面存档备份，存于）（日語） - 愛知環狀鐵道

## 外部連結
- 三河上鄉站資訊 （页面存档备份，存于）（日語） - 愛知環狀鐵道